# Carlos Moros Gracia
Carlos Moros Gracia, né le 15 avril 1993 à Sagonte en Espagne, est un footballeur espagnol qui joue au poste de défenseur central au Djurgårdens IF.

## Biographie
Le 18 novembre 2022, Carlos Moros Gracia s'engage avec le Djurgårdens IF.